# Gossaigaon
Gossaigaon là một thị xã và là nơi đặt ủy ban khu vực thị xã (town area committee) của quận Kokrajhar thuộc bang Assam, Ấn Độ.

## Địa lý
Gossaigaon có vị trí 26°27′B 89°58′Đ / 26,45°B 89,97°Đ Nó có độ cao trung bình là 50 mét (164 feet).

## Nhân khẩu
Theo điều tra dân số năm 2001 của Ấn Độ, Gossaigaon có dân số 13.267 người. Phái nam chiếm 53% tổng số dân và phái nữ chiếm 47%. Gossaigaon có tỷ lệ 76% biết đọc biết viết, cao hơn tỷ lệ trung bình toàn quốc là 59,5%: tỷ lệ cho phái nam là 82%, và tỷ lệ cho phái nữ là 68%. Tại Gossaigaon, 13% dân số nhỏ hơn 6 tuổi.